# Paul Tailhades
Pas d'image ? Cliquez ici

a Compétitions nationales et continentales officielles uniquement.

Dernière mise à jour le 1 août 2025.
Paul Tailhades, né le 15 avril 1997, est un joueur français de rugby à XV. Il joue au poste de pilier gauche.

## Biographie

### Jeunesse et formation
Paul Tailhades commence par le rugby à XIII à Réalmont, dès son plus jeune âge. Il découvre le rugby à XV en cadet en 2012 au Castres olympique. Il quitte la formation de Castres en 2016 pour rejoindre le centre de formation du SC Albi. Il n'y reste qu'une seule année avant de rejoindre le centre de formation de l'US Montauban.

### Début à l'US Montauban (2019-2022)
Paul Tailhades fait ses débuts avec l'équipe professionnelle de l'US Montauban le 28 février 2019 lors de la 23e journée de la saison 2018-2019 de Pro D2 face à Oyonnax rugby en remplaçant Malino Vanaï à la 74e minute. Il ne jouera aucun autre match de la saison avec l'équipe première. Le 2 mars 2019, il est victime d'un AVC, soit deux jours après son premier match professionnel. A l'âge de 22 ans, sa carrière s'arrête net. Mais après sept mois d'examens médicaux, il peut reprendre la pratique du sport. 
Lors de la saison 2019-2020, il ne dispute que quatre matchs avec l'équipe professionnelle et joue la majorité du temps avec les Espoirs de Montauban. En février 2020, il signe son premier contrat professionnel avec Montauban pour une durée de deux ans.
La saison 2020-2021 est celle de l'explosion car il dispute 22 matchs de Pro D2, dont 10 en tant que titulaire. Le 30 octobre 2020, il reçoit un carton rouge face à Soyaux Angoulême XV. Il inscrit son premier essai en match professionnel le 16 janvier 2021 face à Oyonnax rugby pour le compte de la 16e journée de Pro D2 (victoire de Montauban, 23 à 17). Il inscrira un autre essai au cours de cette saison. En juin 2021, il s'engage avec la Section paloise jusqu'en juin 2023 mais il reste en prêt à Montauban pour la saison suivante.
Durant la saison 2021-2022, il dispute seulement 10 matchs de Pro D2, pour un essai inscrit.

### Arrivée en Top 14 à la Section paloise (2022-2024)
Paul Tailhades ne débute pas la saison 2022-2023 avec son nouveau club en raison d'une blessure au dos. Il dispute son premier match avec son club le 29 octobre 2022, lors de la victoire paloise (38 à 21) au Stade Marcel-Deflandre face au Stade rochelais. Fin décembre 2022, ce match face au Stade rochelais reste son seul match disputé avec la Section paloise depuis le début de la saison. Il est finalement opéré du dos le 2 janvier 2023 et ne rejouera pas de la saison. Fin janvier 2023, il prolonge son contrat jusqu'en juin 2024,.
Début septembre 2023, il est prêté au Stade montois rugby jusqu'au 20 octobre 2023, le temps de la Coupe du monde 2023. Il débute le 26 septembre 2023 en tant que titulaire face au Stade aurillacois avec une victoire 34 à 9. Durant son mois de prêt, il n'aura disputé qu'un seul match avec Mont-de-Marsan. Il retourne à la Section paloise le 24 octobre 2023. Il n'est pas conservé à l'issue de la saison 2023-2024 et n'aura donc disputé que trois matchs avec la Section paloise.

### Nouveau départ à Soyaux Angoulême XV Charente (depuis 2024)
En juin 2024, il s'engage en Pro D2 avec Soyaux Angoulême XV Charente jusqu'en juin 2026. Il dispute son premier match le 27 septembre 2024, après plus de six mois sans jouer, face à l'US Dax.